# Вілдер (Міннесота)
Вілдер (англ. Wilder) — місто (англ. city) в США, в окрузі Джексон штату Міннесота. Населення — 62 особи (2020).

## Географія
Вілдер розташований за координатами 43°49′48″ пн. ш. 95°12′28″ зх. д. / 43.83000° пн. ш. 95.20778° зх. д. (43.830035, -95.207914).  За даними Бюро перепису населення США в 2010 році місто мало площу 2,09 км², з яких 2,07 км² — суходіл та 0,02 км² — водойми.

## Демографія
Згідно з переписом 2010 року, у місті мешкало 60 осіб у 25 домогосподарствах у складі 16 родин. Густота населення становила 29 осіб/км².  Було 28 помешкань (13/км²).
Расовий склад населення:
| - 100,0 % — білих |

До двох чи більше рас належало 0,0 %. Частка іспаномовних становила 0,0 % від усіх жителів.
За віковим діапазоном населення розподілялося таким чином: 28,3 % — особи молодші 18 років, 53,4 % — особи у віці 18—64 років, 18,3 % — особи у віці 65 років та старші. Медіана віку мешканця становила 38,0 року. На 100 осіб жіночої статі у місті припадало 130,8 чоловіків;  на 100 жінок у віці від 18 років та старших — 138,9 чоловіків також старших 18 років.
Середній дохід на одне домашнє господарство  становив 58 171 долар США (медіана — 58 125), а середній дохід на одну сім'ю — 66 033 долари (медіана — 68 750). За межею бідності перебувало 11,1 % осіб, у тому числі 20,0 % дітей у віці до 18 років та 7,1 % осіб у віці 65 років та старших.
Цивільне працевлаштоване населення становило 21 осіб. Основні галузі зайнятості: виробництво — 33,3 %, освіта, охорона здоров'я та соціальна допомога — 23,8 %, мистецтво, розваги та відпочинок — 19,0 %.